# Willow Springs (Kalifornia)
Willow Springs – obszar niemunicypalny w hrabstwie Kern, w Kalifornii (Stany Zjednoczone), na wysokości 769 m.